# Leopoldsburg
Leopoldsburg (en limburguès Leopolsbörch) és un municipi belga de la província de Limburg a la regió de Flandes. Està compost per les seccions de Leopoldsburg i Heppen.

## Evolució demogràfica
- BFonts:NIS, www.limburg.be i municipi de Leopoldsburg
- 1977: annexió de Heppen

## Burgmestres
- 1850 - 1871 : Hubert Vander Elst, liberal
- 1872 - 1873 : Herman Bijnens, liberal
- 1873 - 1885 : Henri Leonard, liberal
- 1885 - 1890 : Eloi Hellenbosch, catòlic
- 1891 - 1898 : Henri Leonard, liberal
- 1898 - 1907 : Evarist Couwenbergh, liberal
- 1908 - 1920 : Marie-Joseph Jacobs, catòlic
- 1923 - 1926 : Leonard Mees, liberal
- 1927 - 1938 : Louis Napoleon Lecocq, catòlic
- 1939 - 1943 : Joseph Lecocq, catòlic
- 1944 - 1945 : Frans Maris, catòlic
- 1945 - 1947 : Victor Hartert, liberal
- 1947 - 1971 : Gaston Oeyen, catòlic
- 1971 - 2000 : Door Steyaert, catòlic
- 2000 - 2013 : Erwin Van Pée, socialista
- 2013 - 2018 : Wouter Beke, catòlic